# Ramón Ruiz Fernández
Ramón Ruiz Fernández (Gijón, 15 de maig de 1973) és un futbolista asturià, que ocupa la posició de porter.

## Trajectòria
Va sorgir del planter de l'Sporting de Gijón, a la qual va arribar a mitjans dels 80 provinent del Xeitosa. Després de passar pels diversos equips sportinguistes, el 1990 es fa amb la porteria del filial de Segona B. Debutaria amb el primer equip la temporada 93/94, en partit contra el Reial Madrid.
A partir de la temporada 94/95, i després de la marxa d'Emili Isierte, Ramón es consolida com a segon porter de l'Sporting, darrere del Gatu Ablanedo. En eixes dues temporades, hi juga 12 partits de Lliga. L'estiu de 1996, l'arribada de Liaño li tanca encara més les portes de la meta asturiana, i marxa cedit al CD Ourense, de Segona Divisió, on qualla una gran temporada amb 37 partits jugats. Finalment seria fitxat pel conjunt gallec, on romandria tres anys més entre Segona i Segona B.
A partir de la temporada 00/01, Ramón ha estat jugant en equips de Segona B i Tercera, com el Caudal de Mieres, el Ribadesella, el CD Logroñés, el San Fernando, el Varea i de nou al Logroñés i al Ribadesella.